# Alogistotarsa ovampoana
Alogistotarsa ovampoana är en skalbaggsart som beskrevs av Louis Albert Péringuey 1904. Alogistotarsa ovampoana ingår i släktet Alogistotarsa och familjen Melolonthidae. Inga underarter finns listade i Catalogue of Life.